# Чемпионат мира по самбо 2013
37-й чемпионат мира по самбо проходил в Санкт-Петербурге 21-25 ноября 2013 года в спорткомплексе «Юбилейный».

## Медалисты

### Мужчины
| Весовая категория | Золото                      | Серебро                             | Бронза                                                         |
| ----------------- | --------------------------- | ----------------------------------- | -------------------------------------------------------------- |
| до 52 кг          | Игорь Беглеров · Россия     | Шавкат Жураев · Узбекистан          | Тигран Киракосян · Армения Алмас Сулейменов · Казахстан        |
| до 57 кг          | Вахтанг Чидрашвили · Грузия | Иван Анискевич · Беларусь           | Аймерген Аткунов · Россия Ислам Гасымов · Азербайджан          |
| до 62 кг          | Илья Хлыбов · Россия        | Андрей Каштанов · Украина           | Давлатжон Хамроев · Узбекистан Джавидан Гараев · Азербайджан   |
| до 68 кг          | Леван Нахуцришвили · Грузия | Мартин Иванов · Болгария            | Денис Давыдов · Россия Давадоржийн Тумурхулэг · Монголия       |
| до 74 кг          | Степан Попов · Беларусь     | Хашбаатарын Цагаанбаатар · Монголия | Али Куржев · Россия Каха Мамулашвили · Грузия                  |
| до 82 кг          | Ашот Даниелян · Армения     | Сергей Рябов · Россия               | Ивайло Иванов · Болгария Отгонбаатарын Ууганбаатар · Монголия  |
| до 90 кг          | Арсен Ханджян · Россия      | Иван Васильчук · Украина            | Андрей Казусёнок · Беларусь Комроншон Устопириён · Таджикистан |
| до 100 кг         | Вячеслав Михайлин · Россия  | Лаша Гурули · Грузия                | Василий Кузнецов · Беларусь Даниэль Дичев · Болгария           |
| свыше 100 кг      | Евгений Исаев · Россия      | Александр Ваховяк · Беларусь        | Иван Илиев · Болгария Нодар Метревели · Грузия                 |

### Женщины
| Весовая категория | Золото                          | Серебро                        | Бронза                                                   |
| ----------------- | ------------------------------- | ------------------------------ | -------------------------------------------------------- |
| до 48 кг          | Мария Молчанова · Россия        | Лейла Аббасова · Беларусь      | Ержаник Карапетян · Армения Мария Гедез · Венесуэла      |
| до 52 кг          | Анна Харитонова · Россия        | Магдалена Варбанова · Болгария | Сосе Баласанян · Армения Марина Жарская · Беларусь       |
| до 56 кг          | Доржсурэнгийн Сумъяа · Монголия | Калина Стефанова · Болгария    | Анастасия Архипова · Беларусь Татьяна Зенченко · Россия  |
| до 60 кг          | Яна Костенко · Россия           | Катерина Прокопенко · Беларусь | Гергана Вацова · Болгария Алёна Сайко · Украина          |
| до 64 кг          | Алиса Шлезингер · Израиль       | Ольга Медведева · Россия       | Баттугс Тумен-Од · Монголия Иоганна Илинен · Финляндия   |
| до 68 кг          | Марина Мохнаткина · Россия      | Луиза Гайнутдинова · Украина   | Ольга Намазова · Беларусь Дилдаш Курышбаева · Казахстан  |
| до 72 кг          | Татьяна Савенко · Украина       | Риу Такахаси · Япония          | Анжела Морозова · Беларусь Ольга Захарцова · Россия      |
| до 80 кг          | Марина Прищепа · Украина        | Мария Оряшкова · Болгария      | Наталья Казанцева · Россия Светлана Тимошенко · Беларусь |
| свыше 80 кг       | Светлана Ярёмка · Украина       | Анна Балашова · Россия         | Тереза Джурова · Болгария Ирена Леонидзе · Грузия        |

### Боевое самбо
| Весовая категория | Золото                        | Серебро                        | Бронза                                                       |
| ----------------- | ----------------------------- | ------------------------------ | ------------------------------------------------------------ |
| до 52 кг          | Анатолий Стишак · Россия      | Баярсайхан Мунхбат · Монголия  | Сергей Чёрный · Украина Асет Алдешов · Казахстан             |
| до 57 кг          | Марко Косев · Болгария        | Керим Аллануров · Туркменистан | Алексей Ебечеков · Россия Казбек Супыгалиев · Казахстан      |
| до 62 кг          | Имран Джавадов · Россия       | Игорь Северин · Украина        | Веселин Иванов · Болгария Дамланпурей Баасанхуу · Монголия   |
| до 68 кг          | Арман Оспанов · Казахстан     | Руслан Гасанханов · Россия     | Абдыназар Купуев · Кыргызстан Вадим Зеленюк · Украина        |
| до 74 кг          | Шамиль Гасанханов · Россия    | Истам Кудратов · Узбекистан    | Маврик Насибян · Армения Рустем Сайдалиев · Украина          |
| до 82 кг          | Мурад Керимов · Россия        | Александр Туровский · Украина  | Сергей Филоменка · Беларусь Курманбек Адил Улуу · Кыргызстан |
| до 90 кг          | Вячеслав Василевский · Россия | Роман Ермолюк · Беларусь       | Сергей Афанасенко · Казахстан Себастьян Либебе · Франция     |
| до 100 кг         | Павел Лысенко · Казахстан     | Станислав Колбасов · Беларусь  | Вадим Немков · Россия Игорь Задерновский · Украина           |
| свыше 100 кг      | Кирилл Сидельников · Россия   | Руслан Аушев · Казахстан       | Дмитрий Гораш · Молдова Мартин Маринков · Болгария           |